# 白花山菠菜
白花山菠菜（学名：Prunella asiatica var. albiflora）为唇形科夏枯草属下的一个变种。

## 扩展阅读
- 維基物種上的相關：白花山菠菜